# Остфризланд (линеен кораб, 1909)
Остфризланд (на немски: SMS Ostfriesland), e линеен кораб на Германския императорски военноморски флот от типа „Хелголанд“.

## История на службата
В годините на Първата световна война линкорът влиза в състава на Флота на откритото море и активно се използва в бойните действия. Взема участие в Ютландското сражение. „Остфризланд“, през 1916 г., е сериозно повреден от мина, преживява войната и, след капитулацията на Германия, е интерниран в страните-победители. На 21 юли 1921 г. е потопен като мишена при изпитания на авиационно въоръжение.

## Кораб мишена
След капитулацията на Германия във войната „Остфризланд“ е предаден на САЩ. Линкорът преплава Атлантика, американците го ремонтират и изучават. След това е решено да се използва линкора като кораб-мишена. Командващият сформираните ВВС на САЩ Уилям Мичъл решава да проведе учения през юни 1921 година. При първото нападение самолетите пускат 34 бомби, 6 от които уцелват линкора. Кораба получава незначителни повреди. На следващия ден атаката се повторя. Всеки самолет атакува с 2000-фунтова бомба. Корабът е поразен от една, а останалите не достигат целта. В резултат на атаката „Остфризланд“ потъва.
Потопяването на линкор от авиация е знаково събитие. Авиацията доказва своето преимущество даже над най-големите, защитени и тежко въоръжени кораби. Счита се, че от този момент линкорите започват да отстъпват от своите позиции на „крале на океана“ и да ги предават на самолетоносачите. „Остфризланд“ става първият линеен кораб, потопен от въздуха.